# Sassettijeva kapela
Sassettijeva Kapela (italijansko Cappella Sassetti) je kapela v baziliki Santa Trinita v Firencah v Italiji. Posebej je znana po svojih freskah Zgodbe sv. Frančiška, ki veljajo za mojstrovino Domenica Ghirlandaia.

## Zgodovina
Francesco Sassetti (1421–1490) je bil bogat bankir in član družine Medičejcev, za katero je vodil Medičejsko banko. Leta 1478 je pridobil kapelo sv. Frančiška v Santa Trinita, potem ko so njegov predlog, da bi dodali okrasje s podobo svetnika, zavrnili dominikanci bazilike Santa Maria Novella, kjer je imela njegova družina kapelo (pozneje tudi fresko Ghirlandaio in zdaj znana kot kapela Tornabuoni) od 14. stoletja.
Izvedbo fresk je naročil najbolj slavnemu umetniku mesta Domenicu Ghirlandaiu. Datum pogodbe je podpisan ob portretih Sassettija in njegove žene (25. december 1480), čeprav je bilo delo opravljeno šele med letoma 1483 in 1486. Osrednja oltarna slika, ki prikazuje Čaščenje pastirjev, je datirana 1485.
Ghirlandaio je v prizorih upodobil številne osebnosti sodobne florentinske družbe. Vsa dela kažejo na pomembnost vpliva flamske šole na Ghirlandaia, zlasti triptih Portinarijev oltar Huga van der Goesa, ki ga je leta 1483 odnesel v Firence in je zdaj v Uffiziju.
Sassettijeva kapela je bila obnovljena leta 2004.

## 
Kapela, tako kot cerkev, v kateri je, je v gotskem slogu, za katerega je značilen ogivalni obok.
Ciklus fresk zajema tri stene, uokvirjene z arhitekturnimi elementi trompe l'oeil. Tudi oltarno sliko uokvirja dekoracija iz poslikanega marmorja. Dve stranski steni hranita grobnice Francesca Sassettija in njegove žene Nere Corsi pod pozlačenim lokom, delo Giuliana da Sangalla. Ob strani oltarja sta klečeča portreta obeh pokroviteljev, Nera Corsi na levi in Sassetti na desni: usmerjata svoje molitve k osrednji oltarni sliki Češčenja pastirjev, prav tako Ghirlandaia.
Ghirlandaiove freske so vidne tudi v zgornji steni transepta zunaj kapele. To območje je bilo ometano v 18. stoletju, poslikave so bile ponovno odkrite šele leta 1895, kar je razlog za njihovo slabšo ohranjenost. Delo zunaj Sassettijeve kapele pripisujejo trem bratom Ghirlandaio (Domenico, David in Benedetto) in pomočnikom. Njena perspektiva je bila zasnovana tako, da nudi popoln pogled od spodaj.
Prvi prizor, naslikan nad kapelo, je Tiburtinska sibila naznanja Jezusov prihod Avgustu. Sibila je verjetno portret Sassettijeve hčerke Sibille. Na pilastru, ki ločuje  Sassettijevo kapelo od naslednje, je poslikan kip Davida v grizaju. V oboku kapele so štiri Sibile, obdane z gorečimi avreolami in z iztegnjenimi banderolami, ki opisujejo njihovo preroško vlogo, kot jim jo je dodelil Vergilij:

Hec teste Virgil Magnus, in ultima autem etate;
Invisibile verbum palapabitur germinabit.
Ghirlandaiu so pripisani samo obrazi Sibil; telesa je verjetno izdelala njegova delavnica.

## Zgodbe svetega Frančiška
Ciklus fresk se razprostira čez tri stene kapele in vključuje šest prizorov:
- Odpoved posvetnim dobrinam
- Potrditev frančiškanskega pravila
- Test ognja
- Čudež stigmat
- Smrt sv. Frančiška
- Vstajenje dečka

Ghirlandaio morda nikoli ni videl Zgodb sv. Frančiška v baziliki sv. Frančiška Asiškega v Assisiju, gotovo pa je poznal tiste v kapeli Bardi v Santa Croce v Firencah, ki jih je naslikal Giotto v začetku 14. stoletja.

### Odpoved posvetnim dobrinam
Ta prizor je na zgornji levi steni in prikazuje mladega Frančiška, ki se je odrekel vsemu svojemu premoženju tako, da je javno slekel svoja oblačila, in ga varuje škof iz Perugie. Frančiškov besni oče je prikazan z nekaterimi ljudmi, ki ga zadržujejo. Dogajanje je postavljeno v severnoevropsko mesto, ki je bilo identificirano kot Ženeva ali Lyon, kjer je Sassetti služil za Medičejce. Sekundarne figure bi lahko bile delo Domenicovih bratov in delavnice.

### Potrditev pravila
Ta prizor v zgornji osrednji steni prikazuje svetega Frančiška, kako ga papež Inocenc III. sprejme leta 1209 v stolnici sv. Janeza v Lateranu v času, ko je papež odobril frančiškanski red. Figure so upodobljene v notranjščini stolnice, tako da obok kapele spominja na slavolok cerkve. Dogajanje je postavljeno v Firence namesto v Rim, v ozadju pa so Piazza della Signoria, Palazzo Vecchio in Loggia dei Lanzi, ki takrat še ni vsebovala kipov). Izbira mesta je bila aluzija na moč in status, ki so ga prevzele Firence; v humanističnih krogih je veljal za novi Rim ali Jeruzalem.
Risba, ki je zdaj v Berlinu, kaže, da je Ghirlandaio sprva nameraval bolj tradicionalno ikonografijo po freskah v Santa Croceju in brez portretov. Kasneje jo je predelal in slikovni prostor razdelil na tri ravnine: stopnice, cerkev in ozadje. Na desni v ospredju sta Sassettijev svak, Gonfaloniere di Giustizia Antonio di Puccio Pucci; Sassettijev delodajalec, Lorenzo Medičejski; sam Francesco Sassetti in njegov sin Federico. Lorenzo dvigne roko, da bi pozdravil Angela Poliziana, učitelja svojih sinov, ki sta predstavljena, kako se vzpenjata po stopnicah. To so Giuliano, Piero in Giovanni, bodoči papež Leon X., sledijo pa jim drugi člani Humanistične akademije, Luigi Pulci in Matteo Franco. Sassetti na drugi strani stopnic pokaže svoje starejše sinove: Galeazza, Teodora in Cosima.
Ta slika, ki velja za eno Ghirlandaievih mojstrovin, ponuja najbolj zanesljive portrete teh različnih ljudi iz 15. stoletja, saj v nasprotju z deli Botticellija, ki je slikal tudi člane družine Medičejcev, niso niti stilizirani niti se ne zdijo idealizirani.

### Test ognja
Ta prizor je na zgornji desni steni. Prikazuje svetega Frančiška, ki pridiga ajubidskemu sultanu Al Kamilu, ki ga je prosil, naj hodi čez ogenj, da pokaže svojo svetost. Delo je precej podobno Giottovemu v Santa Croceju s sultanom v sredini, sv. Frančiškom na desni s svojimi brati brati, vendar z Ghirlandaievo inovacijo figure v ospredju, ki je s hrbtom obrnjena proti opazovalcu. Je eden najbolje izvedenih delov cikla.

### Čudež stigmat
Spodnja leva stena predstavlja sv. Frančiška, ki kleči z odprtimi rokami in prejema božje znamenje prikazovanja križanega Kristusa, ki ga podpira skupina kerubinov. Freska je bila izvedena v desetih dneh. Čeprav ima podobno ikonografijo kot Giottovo delo v Santa Croceju, je bolj verjetno, da je Ghirlandaio navdihnil marmorni relief prižnice Benedetta da Maiano, prav tako v Santa Croceju. Prikazani čudež se je zgodil v La Verni, katere gradove je mogoče videti v ozadju, za katerega je značilna naturalistična upodobitev izjemne kakovosti, vključno z dobro izdelanim jelenom. Na desni je mogoče videti mesto na jezeru, domišljijsko predstavitev Pise z Duomom in poševnim stolpom.

### Smrt sv. Frančiška
Zadnji prizor cikla je na spodnji desni steni in je bil izveden v 28 dneh. Prikazuje mrtvega svetnika, ki leži na katafalku sredi velike renesančne cerkve, obdan s številnimi figurami. Da kompozicija izhaja iz Giottovega dela v Santa Croceju, je jasno razvidno iz različnih elementov, vključno s kretnjami menihov, čeprav je Ghirlandaio dodal različne podrobnosti, kot so monumentalno ozadje in različni odzivi različnih figur.
Trije ljudje na desni, oče s sinom in nečak, so verjetno povezani z družino Sassetti. Na desni je ponovno upodobljen učitelj Poliziano poleg Bartolomea Fonzia.

### Vstajenje dečka
Ta prizor prikazuje posmrtni čudež sv. Frančiška, povezan z družino Sassetti in je zato na osrednjem mestu kapele, čeprav ni v kronološkem vrstnem redu glede na Frančiškovo smrt. Prikazuje vstajenje dečka, ki je umrl ob padcu s Palazzo Spini Feroni, palače na trgu ob Santa Triniti. Po mnenju nekaterih avtorjev je Ghirlandaio navdihnil Masaccieva Davčni novčič v Brancaccijevi kapeli.
Vstali deček je v sredini kompozicije in sedi s sklenjenimi rokami na postelji, prekriti z zastori v vzhodnem slogu. Sveti Frančišek, ki se pojavi kot prikazen, ga blagoslavlja z neba, na obeh straneh pa je prizorišču prisotna skupina ljudi. Med portretiranci so številne osebnosti iz sodobnih Firenc. Pet žensk na levi je verjetno Sassettijevih hčera, njihovi možje ali zaročenke pa so vidni na desni v ospredju. Zadnji moški v prvi levi vrsti je sam Ghirlandaio. Opazna je tudi prisotnost mavrske služabnice. Druge figure na desni so Maso degli Albizzi, Angelo Acciaioli, Palla Strozzi in Neri di Gino Capponi. Zadnji dve osebi na desni sta verjetno Poliziano in Fonzio.
Prizor je pomemben tudi zato, ker podrobno prikazuje videz trga Santa Trinita v 15. stoletju, s staro romansko fasado cerkve, Palazzo Spini Feroni še vedno z videzom trdnjave in neokrašenim mostom Santa Trinita. Tri figure za odrom so pripisane pomočnikom.

## Oltarna slika
Čaščenje pastirjev je bilo naslikano leta 1485. Priznana je kot ena Ghirlandaievih mojstrovin, pa tudi kot ena od florentinskih slikarskih šol. Delo kaže jasne vplive flamske šole, umetnik je študiral Portinarijev oltar Huga van der Goesa, ki ga je družina Portinari leta 1483 odnesla v Firence za cerkev Sant'Egidio. Ghirlandaiov navdih iz tega dela je razviden iz postavitve in realističnega ravnanja s tremi pastirji na desni, od katerih je eden umetnikov avtoportret. Na okvirju je napis Ipsum quem genuit adoravit Maria ('Marija je častila tistega, ki ga je rodila').
Pod vplivom flamskega slikarstva je tudi pozornost do podrobnosti: vsak predmet ima točno določeno simbolno vlogo; in dobro upodobljena zračna perspektiva, pri čemer pokrajina bledi proti podrobnemu prikazu hriba in mesta. Najbolj oddaljeno mesto na desni je simbolični Jeruzalem s kupolasto zgradbo; pred njim je mrtvo drevo, ki namiguje na njegovo osvojitev. Levo mesto predstavlja Rim z dvema grobnicama «preroških« cesarjev, Avgusta in Hadrijana (za katerega se je takrat mislilo, da je pokopan pod Torre delle Milizie). V mestu pa je videti cerkev, ki spominja na Santa Maria del Fiore, namig na vlogo Firenc kot novega Rima.
Oltarno sliko obdajata dva klečeča portreta darovalcev.
Prizor je postavljen na cvetočo trato, levo v ospredju je Marija, ki kleči pred Detetom. Jasli, pred katerimi leži Dete, so starorimski sarkofag z napisom Ense cadens soly mo Pompei Fulvi[us] augur Numen aitquae me conteg[it] urna dabit, aluzija na Kristusov prihod skozi prerokbo Fulvija, ki ga je ubil Pompej Veliki med rimsko osvojitvijo Jeruzalema. Prerokba je rekla, da bo iz sarkofaga, v katerem so njegovi posmrtni ostanki, vstal Bog, kar je pomenilo zmago krščanstva nad poganstvom.
Ob Mariji je sv. Jožef, ki gleda navzgor, v ozadju pa angel oznanja pastirjem Kristusov prihod, na levi pa pod slavolokom pelje dolga procesija kraljev. Na loku je napis: Gn[eo] Pompeo Magno Hircanus Pont[ifex] P[osuit] ('Duhovnik Hircanus je postavil [ta lok] v čast Gnaju Pompeju Velikemu'). Na levi strani dva najbližja kralja strmita v svetlobo, ki je vidna nad streho koče in morda prihaja od zvezde. Za sarkofagom sta vol in osel, simbola Judov in Nejudov.
Tri skale v samem ospredju namigujejo na Sassettije, katerih ime v italijanščini pomeni 'Majhne skale'. Na enem od njih je ščinkavec, simbol Kristusovega trpljenja in vstajenja.

## sklici
1. ↑  The date MCCCCLXXXV is visible on the capital of one of the Roman pilasters supporting the hut's roof.